# Viagem à Lua
Le Voyage dans la lune (bra/prt: Viagem à Lua) é um filme mudo francês lançado no ano de 1902. Foi baseado em dois romances populares de seu tempo: De la Terre à la Lune, de Julio Verne, e The First Men in the Moon, de H. G. Wells. Tinha em seu elenco Victor André, Bleuette Bernon, Brunnet, Jeanne d'Alcy e Henri Delannoy.
O filme teve roteiro e direção de Georges Méliès, com assistência de seu irmão Gaston Méliès. Foi extremamente popular em sua época e o mais conhecido das centenas de produções de Méliès. É considerado o primeiro filme de ficção científica e o primeiro a tratar de seres alienígenas, usando recursos inovadores de animação e efeitos especiais, incluindo a famosa cena da nave pousando no "Olho da Lua". O filme A invenção de Hugo Cabret, do diretor Martin Scorsese, faz menção a este.
O último episódio da minissérie produzida por Tom Hanks, Ron Howard, Brian Grazer e Michael Bostick, From the Earth to the Moon, mostra cenas desse filme e de como possivelmente foi sua produção. O videoclipe da música Tonight, Tonight, da banda The Smashing Pumpkins, é baseado nele.
Foi escolhido um dos cem melhores filmes do século XX no ranking da The Village Voice, ocupando a posição de número 84. É o filme mais antigo presente na lista do livro 1001 Filmes para Ver antes de Morrer, de Steven Jay Schneider. Hoje, possui domínio público, pois seus direitos autorais já expiraram.

## Sinopse
Durante um congresso que reunia os maiores nomes do Instituto de Astronomia, todos aguardavam ansiosamente a chegada do professor no salão, as damas de honra chegam na sala anunciando a entrada do grande astrônomo, também trazem telescópios para cada um dos presentes, ao chegar ao local o professor cumprimenta seus colegas e pede para que sentem-se, magicamente os telescópios que seguravam transformam-se em bancos para que possam sentar-se, após isso o mestre começa a apresentar seu projeto, desenha na lousa um globo terrestre, uma Lua e sobre o globo desenha um canhão, e faz uma linha pontilhada que vai da Terra até a Lua, mostrando assim que seu plano é realizar uma viagem até o satélite natural da Terra, a maioria dos cientistas aprova a idéia com entusiasmo, no entanto, um dos astrônomos se opõe ao mestre, expressando sua indignação, todos o contrariam e o professor arremessa livros e papéis em seu rosto, furioso ele senta-se e fica a ver seus colegas arrumarem-se e partirem dali para iniciar esta grande viagem.
Em uma oficina vários operários estão a fundir o metal e a martelar as placas de aço, tudo isso para construir uma gigantesca cápsula espacial do formato de uma bala de revólver, será ela que irá levar os viajantes até a Lua. Os astrônomos verificam a construção entrando e observando por dentro do foguete, um operário chama-os, eles sobem uma escada que os leva para um terraço de onde podem ver a construção do grande canhão, é possível ver ao longe as canaletas que conduzem o metal derretido até um enorme molde para definir o seu formato.
Na noite do lançamento a cápsula é posicionada em uma esteira que à conduz até a boca do gigantesco canhão, os cientistas escolhidos para fazer a viagem despedem-se do público e entram um por um na cápsula que com a ajuda de várias moças é fechada e posicionada para o lançamento, o artilheiro da marinha prepara uma escada em frente ao canhão e sobe em cima dela, um soldado balança a espada para chamar à todos para ver o tiro, tocam as cornetas, o pavio é acesso, e o canhão dispara com um grande estrondo, todos acenam ao ver a cápsula sumindo no céu. A Lua vai se aproximando, ficando cada vez maior, até que o foguete bate em seu olho.
Ao pousarem, os astrônomos ficam encantados com a paisagem, é algo novo para eles, no horizonte a Terra sobe lentamente no espaço, cansados da viagem decidem dormir, deitam-se no chão e cobrem-se com cobertores, no céu passam cometas e estrelas, também surge Celênis a deusa da Lua, acompanhada de Saturno, aborrecidos pela presença dos intrusos, fazem cair neve sobre eles, os astros desaparecem do céu e o grupo acorda com o frio. 
Eles decidem explorar a Lua, descendo por uma cratera dão de cara com uma floresta de cogumelos gigantes, espantados os viajantes vão examinar mais de perto, mas de repente são assustados por uma curiosa criatura que avança em sua direção, eles tentam afugentar aquele habitante da Lua que aparenta não ter medo e continua a assusta-los, então um deles toma coragem e ataca-o com seu guarda-chuva, a criatura explode na hora, mas de repente vários seres iguais aparecem e começam a persegui-los. Capturados pelos selenitas, os astrônomos são levados amordaçados até seu rei, que está sentado em um majestoso trono adornado por estrelas vivas, assustado, o grupo é encarado por toda a corte, irritado, o professor solta-se das cordas, agarra o rei e joga-o no chão fazendo-o explodir, assustando assim os seus súditos, os outros viajantes então livram-se também das cordas e fogem, os selenitas correm atrás dos fugitivos, durante a perseguição várias das criaturas são explodidas pelos astrônomos com golpes de guarda-chuva, eles correm até o foguete e entram nele, o mestre então agarra-se em uma corda na ponta da cápsula e a puxa para fora da Lua, os selenitas ficam a observar a fuga de seus prisioneiros. 
A cápsula retorna à Terra, mergulhando no Oceano onde é resgatada por um navio a vapor que a leva em direção ao porto, na cidade, uma grande comemoração aguarda os seus vitoriosos viajantes, ao chegarem no evento eles recebem medalhas de honra e são saudados pelo povo com um desfile e uma banda, a festa é realizada em torno de um monumento erguido para comemorar o grande feito, a viagem à Lua foi um sucesso.

### Versão Extra
A película inclui também inúmeras experiências arrojadas com algumas das mais famosas técnicas cinematográficas como a sobreposição, fusão e a exposição múltipla de imagens.
Quando originalmente exibido, o filme retratava em sua cena final uma parada em celebração ao retorno dos viajantes espaciais. Até recentemente, esta cena era considerada perdida. Entretanto, um pedaço completo do filme foi descoberto na França em 2002. Não apenas uma parte inteira do filme, mas também completamente colorida à mão. Ela foi restaurada e apresentada pela primeira vez em 2003 no Pordenone Silent Film Festival.

## Análise

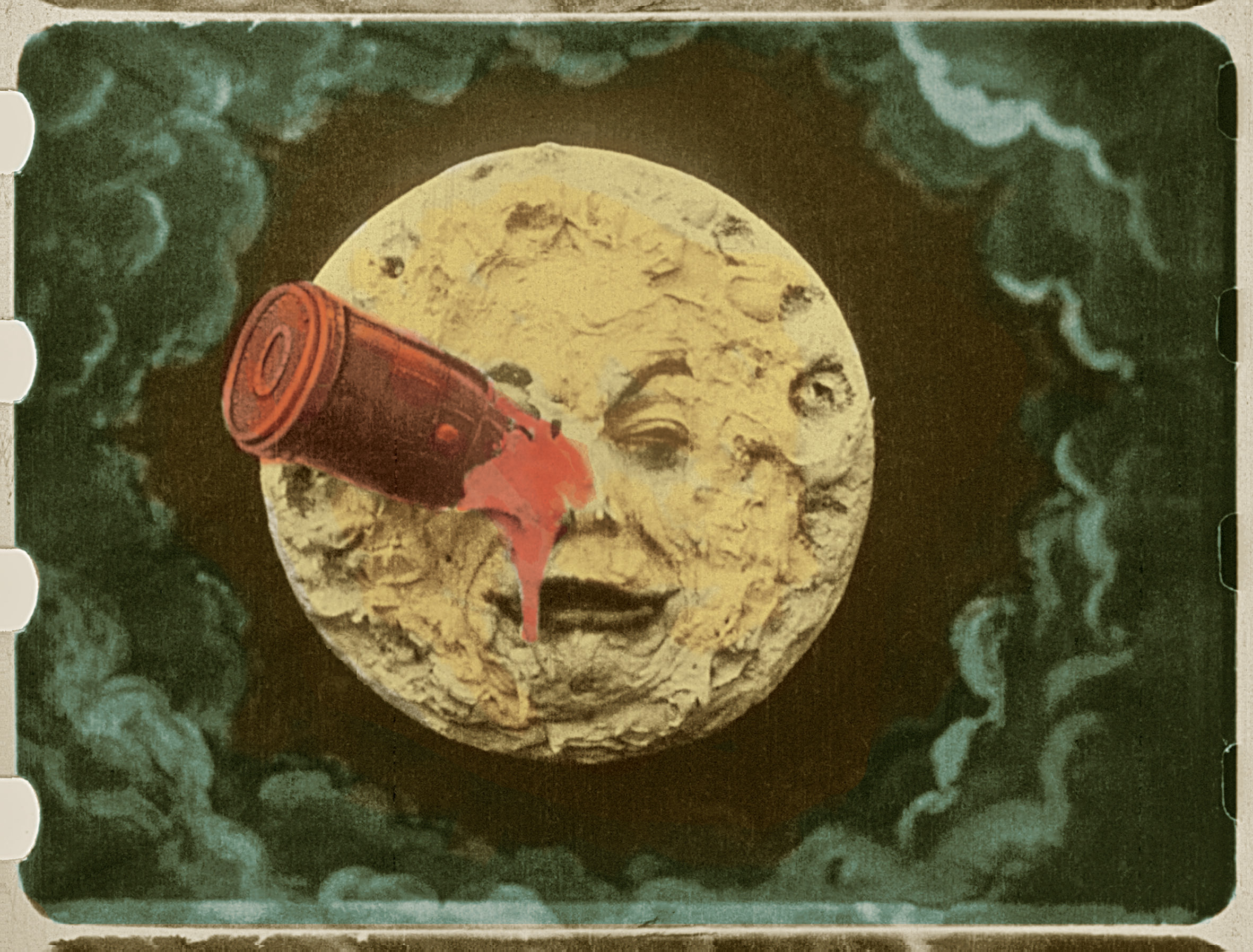
Um dos frames (quadros), colorizados a mão, sobreviventes da obra.

Alguns historiadores sugerem que, embora Le Voyage dans la lune tenha usado muitas técnicas inovadoras para sua época, ele ainda apresenta um entendimento primitivo da técnica de narrativa do cinema.
Apesar de uma edição puramente funcional, eles tiveram uma escolha então incomum: quando os astrônomos pisam a superfície da Lua, o "mesmo evento é mostrado duas vezes, e de formas diferentes". Da primeira vez é mostrado um choque da cápsula com o "Olho da Lua"; da segunda vez eles pousam em um terreno plano. O conceito de mostrar uma cena duas vezes de diferentes modos foi experimentado posteriormente em filmes como Life of an American Fireman, de Edwin S. Porter, lançado aproximadamente um ano depois de Le Voyage dans la lune.
Alguns reivindicam que Le Voyage dans la lune seria o primeiro exemplo de filme patafísico, embora afirmando que o filme visa a "mostrar a falta de lógica do raciocínio lógico". Outros ainda comentaram que o director, George Méliès, quis "inverter os valores hierárquicos da sociedade moderna  francesa e mantê-los ao ridículo num motim carnavalesco". Este é considerado um elemento inerente do enredo: a história propriamente dita faz graça dos cientistas e da ciência em geral, em que a partir de sua viagem para a Lua, estes astrônomos descobrem que a face da Lua é, de fato, a face de um homem, e que ela é povoada por pequenos homens verdes.

## Distribuição
Méliès tinha a intenção de lançar seu filme nos Estados Unidos com a ideia de lucrar com isso. Entretanto, técnicos dos filmes de Thomas Edison secretamente fizeram cópias e o distribuíram por todo o país. Enquanto o filme era muito bem-sucedido, Méliès não recebeu nada por sua exibição na América do Norte.

## Elenco
| Nome                | Personagem           |
| ------------------- | -------------------- |
| Victor André        | Não creditado        |
| Bleuette Bernon     | Mulher na lua        |
| Brunnet             | Astrônomo            |
| Jeanne d'Alcy       | Não creditado        |
| Henri Delannoy      | Capitão do foguete   |
| Dominique Delpierre | Não creditado        |
| Farjaut             | Astrônomo            |
| Kelm                | Astrônomo            |
| Georges Méliès      | Prof. Barbenfouillis |

## Outros nomes do filme
| Nome               | País(es)        |
| ------------------ | --------------- |
| A Trip to the Moon | Estados Unidos  |
| Cesta na Mesíc     | Tchecoslováquia |
| Die Reise zum Mond | Alemanha        |
| Matka kuuhun       | Finlândia       |
| Viaggio nella Luna | Itália          |
| Viaje a la luna    | Espanha         |